# Francesco Saverio Apuzzo
Francesco Saverio Apuzzo (ur. 6 kwietnia 1807 w Neapolu, zm. 30 lipca 1880 w Kapui) – włoski duchowny katolicki, kardynał, arcybiskup Kapui.

## Życiorys
18 września 1830 przyjął święcenia kapłańskie. 19 stycznia 1854 został wybrany tytularnym biskupem Anastazjopolis i biskupem pomocniczym Kapui. Sakrę przyjął 12 marca 1854 w Kapui z rąk kardynała Giuseppe Cosenzy. 23 marca 1855 przeszedł na arcybiskupstwo Sorrento. Po wyprawie tysiąca udał się na wygnanie do Rzymu. Uczestniczył w obradach soboru watykańskiego I. 24 listopada 1871 objął stolicę metropolitalną Kapui, na której pozostał już do śmierci. 12 marca 1877 Pius IX wyniósł go do godności kardynalskiej. Wziął udział w Konklawe 1878 wybierającym Leona XIII.